# William Waldegrave
William Arthur Waldegrave, Baron Waldegrave van North Hill (Londen, Engeland, 15 augustus 1946) is een Brits politicus van de Conservative Party.
Waldegrave studeerde aan de Universiteit van Oxford. Hij was tussen 1981 en 1997 bewindspersoon in de Thatcher (1981–1990) en Major (1990–1997). Hij was staatssecretaris voor Onderwijs van 1981 tot 1983, staatssecretaris voor Milieu van 1983 tot 1985, onderminister voor Lokale Overheid van 1985 tot 1986, onderminister voor  Volkshuisvesting van 1987 tot 1988, onderminister voor Buitenlandse Zaken van 1988 tot 1990, minister van Volksgezondheid van 1990 to 1992, Kanselier van het Hertogdom Lancaster van 1992 tot 1994, minister van Landbouw, Visserij en Voedselvoorziening van 1994 tot 1995, onderminister voor Financiën van 1995 tot 1997.
Geboren in een adellijke familie, de jongste zoon van Graaf Waldegrave Geoffrey Waldegrave, na het overlijden van zijn vader in 1995 erfde zijn oudste broer James Waldegrave de titel van Graaf Waldegrave. Zijn oudbetovergrootouder was Koning Jacobus II van Engeland. Op 31 december 1997 werd Waldegrave tot ridder geslagen en werd benoemd als een Knight Bachelor met het ere-predicaat van Sir. Op 20 juli 1999 werd Waldegrave benoemd als baron Waldegrave van North Hill en werd lid van het Hogerhuis.
- Gemeinsame Normdatei: 170155315
- International Standard Name Identifier: 0000 0000 8081 117X
- Library of Congress Control Number: n78043551
- Nationale bibliotheek van Australië: 35842196
- Nationale Bibliotheek van Israël: 987007272482505171
- Nederlandse Thesaurus van Auteursnamen: 072588810
- SNAC: w6hn5pjc
- Système universitaire de documentation: 078887062
- Trove: 1111702
- Virtual International Authority File: 1270235
- WorldCat: E39PBJv8G8VKwHD7XpKdggGJXd